# Main-Taunus (Kirchenbezirk)
Der Bezirk Main-Taunus war einer der 11 Bezirke des Bistums Limburg. Er war damit bis auf den Hofheimer Stadtteil Wallau deckungsgleich mit dem gleichnamigen Landkreis Main-Taunus.
An die Stelle der Bezirke traten zum 1. Mai 2024 die Regionen.

## Größe und Lage
Rund 72000 Katholiken lebten in dem Bezirk, der nach den Bezirken Frankfurt, Westerwald und Wiesbaden, bezogen auf die Katholikenanzahl, der viertgrößte des Bistums war. Zum Vergleich: Das Bistum Limburg hat mit seinen 11 Bezirken insgesamt 669.271 (31. Dezember 2008 / AP2010) Katholiken. Der Anteil der Katholiken an der Einwohnerzahl des Main-Taunus-Kreises betrug knapp ein Drittel der Gesamtbevölkerung (226647 Stand 31. Dezember 2009). Nach einer Neugliederung gab es acht Pastorale Räume.

### Pastoraler Raum Bad Soden
- St. Katharina, Bad Soden
- Maria Hilf, Bad Soden-Neuenhain
- Maria Rosenkranzkönigin, Sulzbach
- Maria Geburt, Bad Soden-Altenhain

### Pastoraler Raum Eppstein
- St. Jakobus, Eppstein-Vockenhausen
- St. Laurentius, Eppstein
- St. Margareta, Eppstein-Bremthal
- St. Michael, Eppstein-Ehlhalten
- St. Michael, Eppstein-Niederjosbach

### Pastoraler Raum Flörsheim
- Maria Himmelfahrt, Flörsheim-Weilbach
- St. Gallus, Flörsheim
- St. Josef, Flörsheim
- St. Katharina, Flörsheim-Wicker

### Pastoraler Raum Hattersheim
- Christ-König, Hattersheim-Okriftel
- St. Martin, Hattersheim-Eddersheim
- St. Martinus, Hattersheim

### Pastoraler Raum Hochheim
- St. Peter und Paul, Hochheim

### Pastoraler Raum Hofheim-Kriftel
- St. Georg und Bonifatius, Hofheim
- St. Peter und Paul, Hofheim
- St. Vitus, Kriftel

### Pastoraler Raum Kelkheim-Fischbach-Liederbach
- Dreifaltigkeit, Kelkheim-Fischbach
- Kroatische Katholische Gemeinde Main-Taunus/Hochtaunus, Kelkheim
- Saint Mary’s Parish, Kath. Englische Gemeinde Frankfurt-Taunus
- St. Dionysius, Kelkheim-Münster
- St. Franziskus, Kelkheim
- St. Marien, Liederbach

### Pastoraler Raum  Schwalbach-Eschborn
- Christ-König, Eschborn
- Kath. Kirchengemeinde Schwalbach a.Ts., Schwalbach
- St. Nikolaus, Eschborn-Niederhöchstadt

### Bezirksdekan und -referent
Letzter Bezirksdekan war Klaus Waldeck. Letzter Bezirksreferent war Matthias Braumwarth.

## Einrichtungen
Im ehemaligen Kirchenbezirk Main-Taunus bestehen folgende Einrichtungen:
- Amt für Katholische Religionspädagogik Taunus, Oberursel
- Katholische Fachstelle für Jugendarbeit, Taunus
- Katholisches Bezirksbüro Main-Taunus
- KEB Bildungswerk Main-Taunus
- pax christi – Katholische Friedensbewegung in Fulda, Limburg und Mainz